# Annika Qarlsson
Mary Annika Elisabet Qarlsson, född 22 november 1964 i Erska församling i Älvsborgs län, är en svensk politiker (centerpartist). Hon var ordinarie riksdagsledamot 2002–2022, invald för Västra Götalands läns norra valkrets (2002–2018) respektive Västra Götalands läns västra valkrets (2018–2022).
Qarlsson läste tvåårig social linje vid Alströmergymnasiet i Alingsås och därefter en termin handel i Köping. Fram till valet 2002 arbetade hon i charkavdelningen på ICA Supermarket i Sollebrunn.
Qarlsson har varit lokalpolitiskt aktiv i Alingsås kommun, där hon var ledamot i utbildningsnämnden 1995–1998, kommunfullmäktige 1998–2002, barn- och ungdomsnämnden 1998–2002 och kommunstyrelsen 1999–2002. Hon har också varit suppleant i riksdagens social-, socialförsäkrings-, lag- och utrikesutskott 2002–2006, förbundsordförande för Centerkvinnorna 2003–2011, förste vice gruppledare i Centerpartiets riksdagsgrupp 2006–2010, samt suppleant i EU-nämnden 2006–2010 och i Kulturutskottet 2010–2014.